# 17051 Oflynn
17051 Oflynn è un asteroide della fascia principale. Scoperto nel 1999, presenta un'orbita caratterizzata da un semiasse maggiore pari a 2,2985794 UA e da un'eccentricità di 0,1325468, inclinata di 6,65878° rispetto all'eclittica.